# Kleine Skabyberge
Die Kleinen Skabyberge sind eine 50,8 m ü. NHN hohe Erhebung auf der Gemarkung der Gemeinde Spreenhagen in Brandenburg. Sie liegen im Naturschutzgebiet Swatzke- und Skabyberge und dort rund 3,1 km westlich des Gemeindezentrums von Spreenhagen. Rund 1,4 km östlich befinden sich die 51 m ü. NHN hohen Swatzkeberge. Der Oder-Spree-Kanal führt in einer Entfernung von rund 730 m nördlich der Erhebung vorbei. Etwa 1,7 km südsüdöstlich liegt der Spreenhagener Wohnplatz Skaby.
Sie entstanden während der letzten Weichsel-Eiszeit, als sich das Inlandeis zurückzog und feinkörniges Material durch Wind abgelagert und aufgehäuft wurde. So entstand ein Binnendünenkomplex, der neben den Swatzkebergen auch die Kleinen Skabyberge umfasst und sich in Hauptwindrichtung von West nach Ost über eine Länge von mehr als 2,5 km erstreckt.